# Join Inn
Join Inn — четвёртый альбом группы краут-рока Ash Ra Tempel, изданный в 1973 году.
Это последний альбом группы с участием Клауса Шульце.

## Характеристика
Временное возвращение в группу Клауса Шульце придает альбому ощущение подведения итогов. Альбом состоит из двух композиций размером с целую сторону, каждая из них в буквальном смысле представляет две стороны творчества группы — краут-рок и космическую музыку.
«Freak 'n' Roll» — 19-минутный энергичный джем с барабанными атаками Шульце и изобилием гитарного солирования Геттшинга. Трек представляет собой часть более продолжительной импровизации, бросая слушателя в гущу горячей работы музыкантов. Длинный, но не скучный, этот трек достоин места среди лучших импровизаций краут-рока. В нём есть драйв, психоделическая притягательность и творческое начало — черты, которые характеризуют лучшие произведения этого направления. На 24-минутном «Jenseits» Шульце на синтезаторе и органе плетет призрачные звуковые потоки и берет теплые аккорды, давая возможность Геттшингу гитарными мазками заканчивать музыкальную картину. В начале трека слышится также мягкое нашептывание Рози Мюллер. Не самая выдающаяся у Ash Ra Tempel, но вполне достойная ночная музыкальная фантазия, которая могла бы прийтись по вкусу поклонникам Tangerine Dream эпохи Phaedra. Альбом в целом дает прекрасную картину первых лет творчества Ash Ra Tempel.

## Список композиций
Все треки написаны Мануэлем Геттшингом, Хармутом Энке и Каусом Шульце.
1. «Freak’n'roll» — 19:15
2. «Jenseits» — 24:18

## Состав музыкантов
Хартмут Энке — бас
Мануэль Геттшинг — гитара
Рози Мюллер (указана как Рози) — вокал
Клаус Шульце — барабаны, орган, синтезатор